# Llac Derg (Shannon)
El llac Derg (anglès:Lough Derg; gaèlic irlandès: Loch Deirgeirt, "llac de l'ull vermell") és el tercer llac més gran de l'illa d'Irlanda, després del llac Neagh Neagh i del llac Corrib, i el segon en mida de la República d'Irlanda. És un llac llarg, relativament estret, amb riberes al Comtat de Clare (Sud-oest), Comtat de Galway (Nord-oest) i Comtat de Tipperary (a l'Est). El llac és l'últim dels tres del riu Shannon, amb els altres dos,  Ree i  Allen que queden més lluny al Nord. Algunes ciutats o pobles al llac Derg inclouen Garrykennedy, Portumna, Killaloe, Ballina, Dromineer, Terryblass i Mountshannon, Scarriff (ubicació de l'oficina regional Waterways Ireland.)
La major profunditat del llac és de 36 metres, i abasta una superfície de 118 km². El llac és un lloc popular per a l'oci al lleure (bots, vela i pesca). Al punt on el llac es buida al riu Shannon, els seus vessants cauen bruscament turó a baix, una raó principal per a la ubicació de la que, a la seva època, va ser la més gran central hidroelèctrica del món a Ardnacrusha el 1927.
Al segle xix], el llac Derg va ser una artèria important des del port de Limerick a Dublín a través dels canals en les terres mitjas d'Irlanda. Navegable al llarg dels seus 40 quilòmetres de longitud, el llac Derg és avui popular amb els creuers i un altre tràfic d'oci. La Universitat de Limerick té un centre d'activitats al costat del llac, just als afores de Killaloe. S'usa per a canoa, caiacs, surf de vela i iots, entre altres propòsits.